# Peter Viertel
Peter Viertel (16 de Novembro de 1920 – 4 de Novembro de 2007) foi um guionista e escritor alemão.

## Biografia
Nasceu em Dresden, Alemanha. A sua mãe era Salka Viertel e o pai era o escritor Berthold Viertel. Em 1928, a família mudou-se para Santa Monica, Califórnia onde Peter cresceu com os seus irmãoe, Hans e Thomas. A sua casa era ponto de encontro da "intelligentsia" de Hollywood em particular nas noites de domingo com festas de chá dadas por Salka Viertel.
Viertel estudou no Dartmouth College e concluiu o curso em 1941. Entrou para os Marines para ir para o Pacífico Sul durante a Segunda Guerra Mundial, mas por ser falante nativo da língua alemã os seus conhecimentos foram postos ao serviço na Europa. Viertel escreveria depois a peça "The Survivors" com Irwin Shaw tendo por base as  experiências da guerra.
Viertel ficou famoso pela novela White Hunter Black Heart, que se tornou um filme com Clint Eastwood em 1990..
Viertel casou duas vezes. A primeira mulher foi Virginia Ray "Jigee"  Schulberg, a ex-mulher do novelista e guionista Budd Schulberg; ela estava grávida da única filha, Christine, quando Viertel a abandonou para ir viver com a modelo de moda Bettina. A sua segunda mulher foi a actriz Deborah Kerr (de 23 de Julho de 1960 até à morte dela em 16 de Outubro de 2007). Faleceu 19 dias depois de Kerr, em Marbella, Espanha, devido a limfoma.

## Filmes
- Saboteur (1942)
- The Hard Way (1943)
- We Were Strangers (1949)
- Roughshod (1949)
- Decision Before Dawn (1951)
- The African Queen (1951)
- The Sun Also Rises (1957)
- Les Bijoutiers du clair de lune (1958)
- The Old Man and the Sea (1958)
- Le Couteau dans la plaie (1962)
- White Hunter Black Heart (1990)

## Livros
- The Canyon (1940)
- Line of Departure (1947)
- White Hunter Black Heart (1953)
- Love Lies Bleeding (1964)
- Bicycle on the Beach (1971)
- American Skin (1984)
- Dangerous Friends: At Large with Huston and Hemingway in the Fifties (1992)
- Loser Deals (1995)